# 津田佳也
津田佳也（つだ よしや、1972年（昭和47年）10月11日 - ）は、大阪府出身の映像ディレクター。

## 人物
1991年に大阪芸術大学舞台芸術学科美術コースに入学。在学中、映画研究部にて制作した8mm『獣疵』がガン・アクション・ムービー・コンテストにて銅銃賞を獲得。卒業までに『街常』などの8mm映画を数本製作する。1998年に制作した『凶手BOODY ARMS』は第3回インディーズムービーフェスティバルで審査員特別賞を受賞する。
その後は舞台制作を数本プロデュースし、専門学校講師、テレビ番組ディレクター、アニメ演出、PV制作等々、多彩に活動。

## 監督
- 『ヒロイン誕生!』　超セクシー&キュートな戦士さゆきちゃんダイナマイト(#17～#26) 松本さゆき主演　(2005/テレビ大阪)
- 『ヒロイン誕生!』　探偵コードNO.70（ナオ）(#31～#36) 及川奈央主演　(2005/テレビ大阪)
- 『FBI捜査官-K』 細貝圭 主演DVDドラマ (2009/ウエストパワー)
- 『未来のいのちへ』      福井県立恐竜博物館館内上映作品 (2010/アニメ演出・絵コンテ)
- 『不思議の谷の恐竜たち』福井県立恐竜博物館館内上映作品 (2010/アニメ演出・絵コンテ)
- 『恐竜発見物語』        福井県立恐竜博物館館内上映作品 (2010/アニメ演出・絵コンテ)
- 『日本橋キャラクター音々ちゃんアニメ２nd』（2011/アニメ演出・絵コンテ/日本橋まちづくり振興株式会社）

## 舞台
- 激富公演『SOUBA』(2002) <プロデューサー>
- 激富公演『JIN降臨　free and pain』(2004) <プロデューサー>
- 激富公演『バレル』(2005) <プロデューサー>
- 激富公演『HANAMIZUKI』(2006) <DVD制作監修>
- 大阪アニメーションカレッジ専門学校『アニカレ祭』(2008～10) <舞台監督>

## 脚本
- 『FBI捜査官-K』　細貝圭 主演DVDドラマ (2009/ウエストパワー)

## 制作
- 『プウテンノツキ』（監督：元木隆史/2001/銀幕キッド）
- 『斬セイバー』(1,2巻)河合龍之介 主演特撮DVD  (監督：田倉賢一/2006/ウエストパワー）

## 音響効果
- 『斬セイバー』(3,4巻)河合龍之介 主演特撮DVD 　 (監督：田倉賢一/2007/ウエストパワー）
- 『黄昏の彼方へ』　（大阪アニメーションカレッジ専門学校2007年度卒業制作作品）
- 『雨色の傘』　（大阪アニメーションカレッジ専門学校2008年度卒業制作作品）
- 『ノンストップガールズ』　（大阪アニメーションカレッジ専門学校2009年度卒業制作作品）
- 『チョコっとうおーず』　（大阪アニメーションカレッジ専門学校2010年度卒業制作作品）
- 『日本橋キャラクター音々ちゃんアニメＰＶ』　（2010/日本橋まちづくり振興株式会社）
- 『日本橋キャラクター音々ちゃんアニメ２nd』（2011/日本橋まちづくり振興株式会社）

## 助監督
- 『燃えよピンポン』（監督・脚本：三原光尋/関西テレビ/1997年10月放送）
- 『EAT&RUN』 宮村優子&愛河里花子主演映画  （監督：和田卓也/2001/ラジオ大阪）